# Usha Mangeshkar
Usha Mangeshkar (Mumbai, 15 dicembre 1935) è una cantante indiana.
Dal 1954 è attiva come cantante in playback per le colonne sonore del cinema indiano. In questo ruolo ha preso parte a oltre 300 film dal 1954 al 2007.

## Filmografia parziale (come cantante playback)
- Ankhen (1968)
- Deewaar (1975)
- Jai Santoshi Maa (1975)
- Surakksha (1979)
- Naseeb (1981)

## Premi
- Mirchi Music Awards
  - 2020: "Lifetime Achievement Award"